# Guglielmo Fornagiari
Guglielmo Fornagiari (Lizzano in Belvedere, 11 marzo 1892 – Bologna, 3 febbraio 1956) è stato un militare e aviatore italiano, che fu un pluridecorato Asso dell'aviazione da caccia italiana, accreditato di 7 abbattimenti durante la prima guerra mondiale..

## Biografia
Nacque a Lizzano in Belvedere l'11 marzo 1892, emigrò in Francia per lavorare come meccanico, e ritornò in Patria nel 1912 per prestare servizio militare. Arruolato nel Regio Esercito entrò nel Servizio Aeronautico, e nel 1915 fu assegnato alle squadriglie dotate dei bombardieri Caproni, prestando servizio ad Aviano Su sua domanda venne inviato alla Scuola di volo dove conseguì il brevetto di pilota, ritornando al fronte nel marzo del 1916.
Assegnato inizialmente alla 77ª Squadriglia Aeroplani da caccia di stanza ad Istrana, il 3 settembre dello stesso anno transitò alla 78ª Squadriglia Caccia sempre sulla stessa base. Conseguì la sua prima vittoria aerea volando a bordo di un Nieuport Ni.11 "Bebè" il 19 giugno 1917 sul cielo di Braida. Otto giorni dopo, mentre decollava, il propulsore del suo velivolo si spense e l'aereo precipitò su una vigna, causando la morte di due contadini e il ferimento di un altro paio. Nonostante il grave incidente continuò a volare e a combattere, ottenendo una nuova vittoria il 22 agosto 1917 sul cielo di Ternova, volando a bordo di un caccia Hanriot HD.1. Il 2 ottobre abbatté un altro aereo su Podmelec, e il 26 dicembre conseguì una doppietta abbattendo due DFW C.V, uno su Falzè e uno su Musano. Verso la fine dell'anno fu decorato con una seconda Medaglia d'argento al valor militare. Il 27 gennaio 1918 conseguì una nuova vittoria a spese di un caccia Albatros D.III, ed il 18 febbraio abbatte un Phönix D.I sul cielo del Monte Lisser. 
L'ultima vittoria la ottenne il 21 febbraio abbattendo un Albatros D.III Nel mese di settembre venne trasferito nelle retrovie, dove rimase fino alla conclusione delle ostilità. Al termine della guerra risultava insignito di due Medaglie d'argento e una di bronzo al valor militare, e della Stella dell'Ordine dei Karađorđević serba.
Nel dopoguerra la Commissione Bongiovanni, appositamente istituita per esaminare le vittorie reclamate dai piloti italiani durante la prima guerra mondiale, ridusse le sue vittorie dalla tredici reclamate a sette. Nel maggio 1925 fu promosso maresciallo, congedandosi dalla Regia Aeronautica nel 1935. Divenuto istruttore presso l'aeroclub di Vercelli, lasciò l'attività nel 1941, con all'attivo 1 174 ore di volo. Si ritirò a vita privata, spegnendosi a Bologna il 3 febbraio 1956.

### Annotazioni
1. ↑  In quella occasione, impegnato in una missione di scorta ai bombardieri Caproni, abbatté un Hansa-Brandenburg C.I della Flik 17/D che stava attaccando i bombardieri.
2. ↑  In collaborazione con Guido Masiero, Panero e Comadone.
3. ↑  Il giorno 22 partecipò ad un combattimento contro gli assi Josef Kiss e Bohumin Munzar, superando in quella occasione le 200 missioni di guerra.
4. ↑  Si trattava dell'esemplare 152-158 appartenente alla Flik 55J.
5. ↑  Si trattava dell'esemplare 128-08 appartenente alla Flik 39/D.
6. ↑  Assegnato ai reparti impegnati nella difesa aerea di Milano e poi di Padova, finì la guerra presso l'Aeroporto di Poggio Renatico.

### Fonti
1. 1 2 3 4 5 6  Varriale 2009, p. 37.
2. ↑  http://www.theaerodrome.com/aces/italy/fornagiari.php.
3. 1 2 3 4 5  Franks, Guest, Alegy 1997, pp. 139-140.
4. 1 2  Varriale 2009, p. 39.
5. 1 2 3 4 5  Varriale 2009, p. 38.